# Mono (Band)
Mono ist eine japanische Post-Rock-Band, die 1999 in Tokio gegründet wurde.

## Geschichte

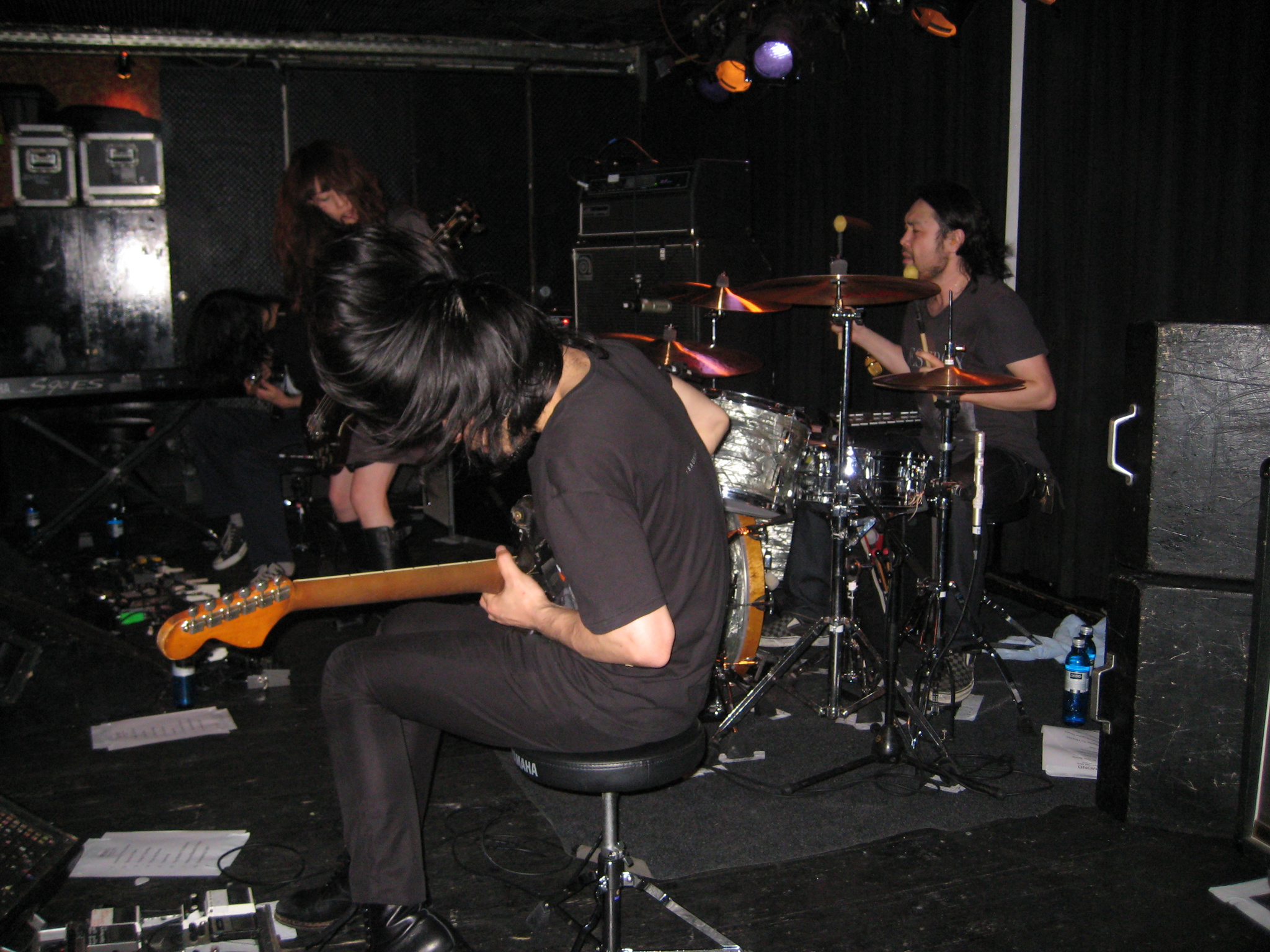
Mono auf ihrer Tour zum Album „Hymn to the immortal wind“ (2009)

Gitarrist Takaakira Goto begann 1999 damit, Songs zu schreiben, für deren Umsetzung er Mitmusiker suchte, die er mit Tamaki, Yoda und Yasunori Takada fand. Yoda war bereits vorher mit Goto befreundet, der aber nichts davon wusste, dass Yoda Gitarre spielte. Nach einer Debüt-EP auf dem kleinen japanischen Label Forty-4 veröffentlichten Mono 2001 ihr Debütalbum Under the Pipal Tree in der New-Japan-Serie von John Zorns Label Tzadik Records. 2003 erschien One Step More and You Die und im Jahr darauf das Remix-Album New York Soundtracks.
Die beiden Studioalben, Walking Cloud and Deep Red Sky, Flag Fluttered and the Sun Shined und You Are There, wurden zusammen mit Steve Albini aufgenommen, mit dem die Band auch weiter zusammenarbeiten wollte. You Are There wurde von der Kritik bislang am positivsten aufgenommen und erreichte einen Metascore von 81. 2007 erschien mit Gone eine Sammlung von Stücken von älteren, teilweise vergriffenen EPs und Split-Singles. Mono gelang es, über die Jahre sowohl die Absatzzahlen ihrer Tonträger als auch die Besucherzahlen ihrer Konzerte stetig zu steigern.
Im Dezember 2017 verkündete die Band, dass mit Schlagzeuger Yasunori Takada erstmals ein Mitglied die Band verlassen wird. Anfang 2019 erschien mit dem erneut von Steve Albini produzierten Nowhere Now Here über Pelagic Records das erste Album mit Dahm Majuri Cipolla, dem neuen Schlagzeuger. Bassistin Tamaki Kunishi steuerte zum Stück Breathe erstmals in der Geschichte der Musikgruppe eine Gesangsstimme bei.

## Stil

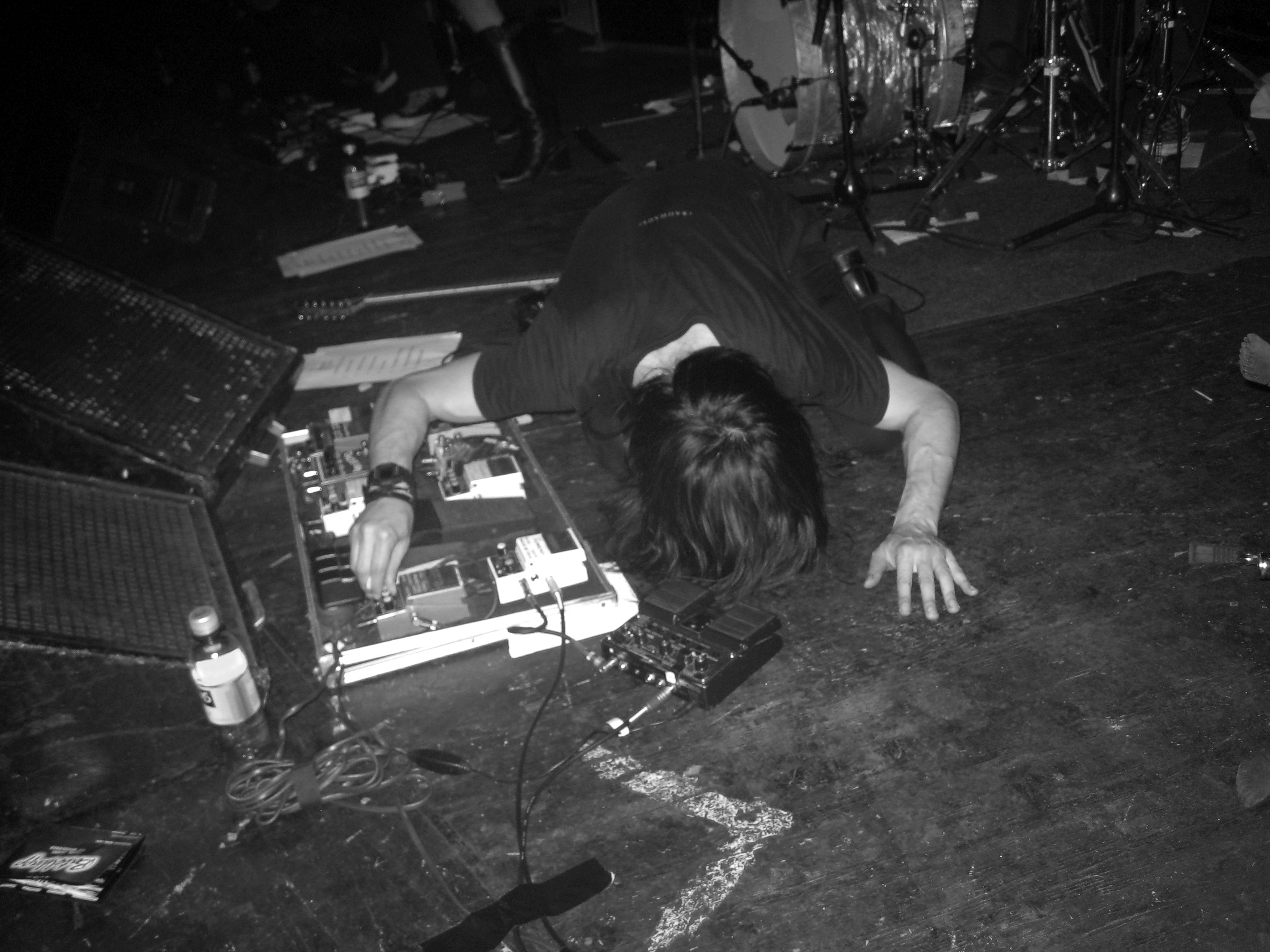
Mono live (2009)

Monos Musik ist, bis auf einzelne Ausnahmen, fast ausschließlich instrumental. Anfangs war die Band nach eigener Angabe sehr von Sonic Youth und My Bloody Valentine beeinflusst, wurde aber auch mit Mogwai und Godspeed You! Black Emperor in Verbindung gebracht. Als typische Vertreter des Postrock arbeiten Mono mit Laut-Leise-Dynamiken, indem sie sich langsam aufbauende Gitarrenfiguren in verzerrte Passagen überführen, aber auch immer wieder Platz für Instrumente wie Cello oder Klavier lassen.
Philipp Schiedel von laut.de hält der Band vor,  sich kaum von anderen Bands des Genres abheben zu können. Alleinstellungsmerkmal ist Monos Bezug auf die japanische Kultur, die sich etwa in der Einbeziehung von japanischen Mythen und Legenden äußert. So wurden mehrere Stücke auf Walking Cloud and Deep Red Sky, Flag Fluttered and the Sun Shined vom Schicksal von Sadako Sasaki inspiriert, die aufgrund einer alten japanischen Legende glaubte, sich durch das Falten von tausend Papierkranichen einen Wunsch von den Göttern erfüllen lassen zu können.

## Diskografie

### Alben
- 2001: Under the Pipal Tree
- 2003: One Step More and You Die
- 2004: Walking Cloud and Deep Red Sky, Flag Fluttered and the Sun Shined
- 2006: You Are There
- 2009: Hymn to the Immortal Wind
- 2012: For My Parents
- 2014: The Last Dawn
- 2014: Rays of Darkness
- 2016: Requiem for Hell
- 2019: Nowhere Now Here
- 2021: Pilgrimage of the Soul
- 2024: Oath

### Livealben
- 2010: Holy Ground: NYC Live With The Wordless Music Orchestra
- 2015: The Last Dawn/Rays of Darkness: Tour 2014 - 2015
- 2017: Live in Melbourne
- 2021: Beyond the Past • Live in London with the Platinum Anniversary Orchestra

### Singles und EPs
- 2000: Hey, You
- 2006: Memorie dal Futuro
- 2007: The Phoenix Tree
- 2015: Mono & The Ocean – Transcendental (Split-EP)
- 2022: Scarlet Holliday
- 2023: Heaven Vol. 1

### Videoalben
- 2010: Holy Ground: NYC Live With The Wordless Music Orchestra (als DVD+CD oder DVD+3LP)

### Sonstige
- 2004: New York Soundtracks (Remixe von One Step More and You Die)
- 2006: Palmless Prayer / Mass Murder Refrain (mit World’s End Girlfriend)
- 2007: Gone: A Collection of EPs 2000-2007